# 50
Aquesta pàgina és per a l'any. Per al nombre, vegeu cinquanta.

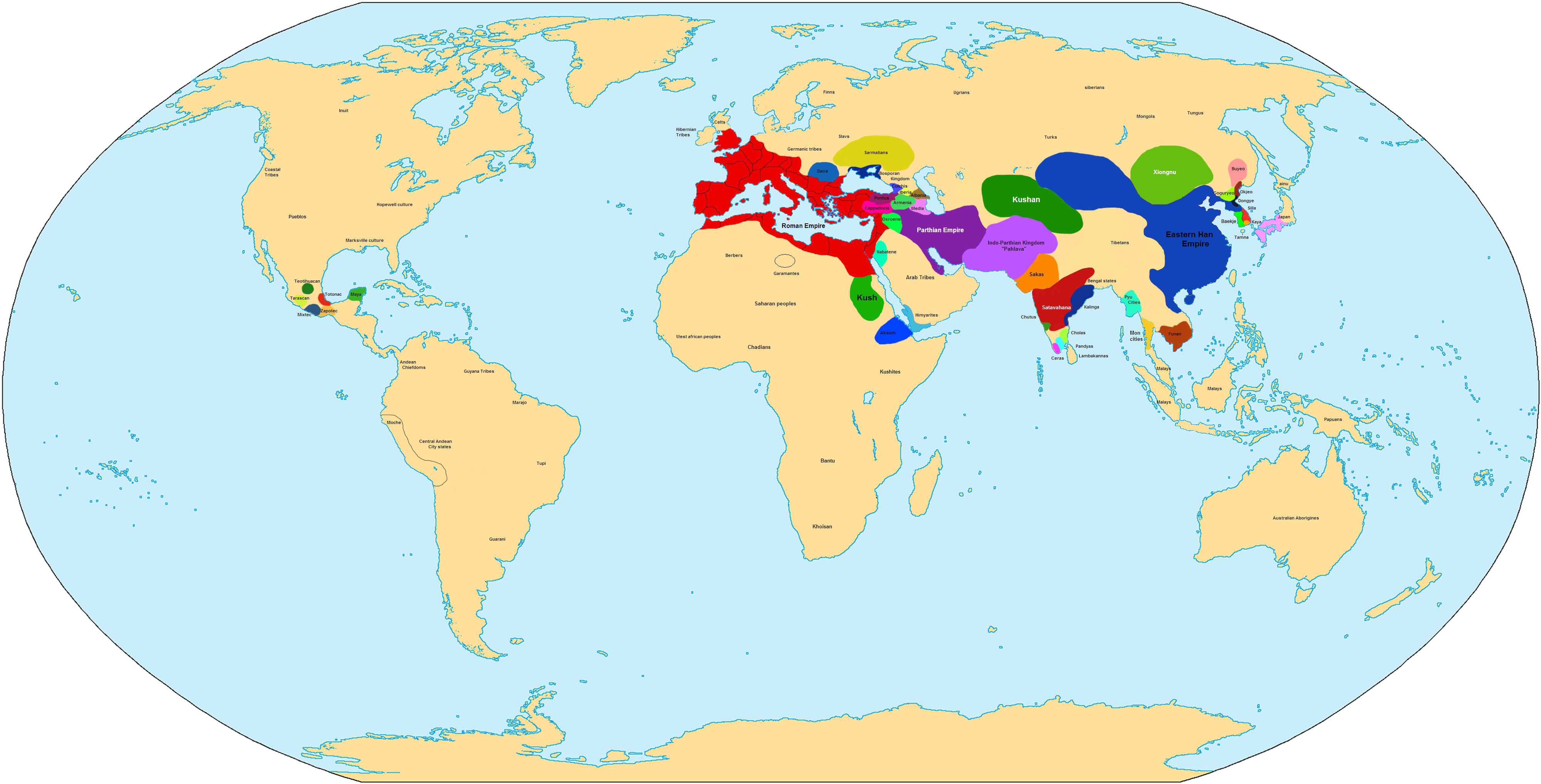
Distribució imperial de per llavors

## Necrològiques
- Abgar V d'Edessa, rei d'Osroene
- Aule Corneli Cels, autor de De Medicina
- Filó d'Alexandria, filòsof jueu
- Gamaliel, fariseu